# Galaxy on Fire
Galaxy on Fire es un videojuego de shoot 'em up desarrollado y publicado por Fishlabs para teléfonos móviles. Posteriormente fue portado a iOS. El 28 de septiembre de 2009 fue anunciado por Zeebo Inc. y Fishlabs a través de su página Twitter, el lanzamiento del juego para la consola Zeebo, el juego fue lanzado el 8 de octubre de 2009.
El juego tuvo una secuela llamada Galaxy on Fire 2.

## Jugabilidad
El juego presenta combates intergalácticos entre naves espaciales, que combinan elementos de ciencia ficción. La nave espacial del protagonista Keith se controla mediante el teclado del teléfono móvil o, en el caso del iPhone, mediante un botón direccional situado en la esquina inferior izquierda de la pantalla, o mediante el acelerómetro del dispositivo. El juego comienza con misiones simples, que ayudan al jugador a acostumbrarse a los controles del juego. Posteriormente el juego se vuelve más complejo, con misiones como ataques, escolta de naves espaciales y entregas. Fishlabs afirma que Galaxy on Fire tiene más de 20 horas de juego.
La nave espacial se ve en tercera persona y, cuando recibe disparos, un destello rojo indica la dirección desde la que se produjo el ataque. El juego también tiene un sistema de comercio, que permite la compra de naves y equipos espaciales y la venta de materiales saqueados de las misiones.

## Trama
Durante el cuarto milenio, la humanidad pudo colonizar sistemas solares en toda la galaxia, librando una guerra interminable contra el Imperio Vossk. Durante este período se descubrieron nuevas razas alienígenas, algunas aliadas con los Vossk, otras con el Escuadrón Espacial Terran.
El protagonista es Keith T. Maxwell, un mercenario que viaja por la galaxia ganando dinero realizando las misiones que le proponen. Trabaja para cualquiera, desde los criminales más buscados en el espacio, hasta la Alianza Terran e incluso el Imperio Vossk.

## Personajes
El universo del juego está plagado de diversas especies y razas. Entre los conocidos se encuentran:
- Terran: Humanos. Están en guerra con los Vossk;
- Vossks: Humanoides personas de piel azul que utilizan respiradores artificiales. Están en guerra con los terran;
- Ocular: Seres con características anfibio, de piel verde y un solo ojo de gran tamaño en el rostro. Están en una situación neutral en las batallas;
- Multipod: Seres con características de moluscoss, con varios ojos y tentáculos en la cara. Están en una situación neutral en las batallas;
- Leónidas: Seres con características felinas, se parecen a los Leones. Están en una situación neutral en las batallas;
- Gris: Alien. Están en una situación neutral en las batallas;
- Nivelian: Seres que se parecen a los orcos. Son aliados de los terran;
- Ceti: Raza que está en conflicto contra los Terran;
- Forajidos: Son piratas espaciales de varias especies diferentes, que saquean naves espaciales.

### Protagonistas

#### Keith T. Maxwell
- Raza: Terran
- Edad: 32 años

El jugador comanda al mercenario Keith T. Maxwell, un expiloto de élite del escuadrón Terran. Luchó bajo el mando del almirante G. Smith durante las guerras contra el Imperio Vossk, pero tras cumplir con su deber decidió convertirse en mercenario.

#### Teniente Christine Hammond
- Raza: Terran
- Edad: 26 años

Christine es una oficial del Escuadrón Espacial y agente secreto de la Estación Espacial Eden Prime. Como es una piloto de élite, se le asignan misiones difíciles y secretas.

#### Almirante G. Smith
- Raza: Terran
- Edad: 61 años

Almirante Smith es uno de los más condecorados del Escuadrón Espacial Terran. Conoce a Maxwell desde las batallas de las Guerras Vossk.

#### Comandante Vlad Borsikov
- Raza: Terran
- Edad: 38 años

Vlad Borsikov es un oficial de alto rango del Escuadrón Espacial con una reputación dudosa. Maxwell lo conoce desde el comienzo de las Guerras Vossk y no lo soporta.

#### Corsario Lockwood
- Raza: Terran
- Edad: 35 años

Corsair Lockwood desertó del Escuadrón Espacial Terran hace mucho tiempo, pero todavía es "perseguido" por éste. Se convirtió en un mercenario contratado por Vlad Borsikov y le falta uno de sus ojos porque lo perdió en una misión pasada. No es una persona confiable y hará cualquier cosa por dinero.

### Personajes secundarios

#### John "Doc" Washington
- Raza: Terran
- Edad: 38 años

Doc es un contrabandista y, al igual que Keith, es un veterano de las Guerras Vossk. Tan pronto como dejó el servicio militar decidió enriquecerse por medios ilícitos.

#### Nartok Brek
- Raza: Vossk
- Edad: 78 ciclos de Riessk

Nartok Brek es un importante comandante de Vossk, que alcanzó sus rangos mediante la traición y el asesinato de sus rivales. Está orgulloso de sus logros y temeroso de sus "aliados"; es un objetivo constante de traidores. Cuando se ve amenazado por estos, se refugia y busca ayuda externa para afrontarlos.

#### Bolar Nobloon
- Raza: Ocular
- Edad: 134 Zentarsuks

Bolar Nobloon es un vendedor que viaja por la galaxia vendiendo artículos para el hogar debido a su profesión. Después de tantos viajes se volvió neurótico y le tenía miedo a cualquier cosa. Al menor signo de peligro, asusta y se vuelve loco.

#### Mkkt Bkkt
- Raza: Multipod
- Edad: 335 Vrrb Vrrb

Mkkt viaja por la galaxia todo el tiempo, traficando drogas. Hay rumores desagradables de que vende las secreciones pegajosas de los tentáculos de su cabeza como droga afrodisíaca.

#### Teniente Brent Snocom
- Raza: Terran
- Edad: 40 años

"Brent" es un oficial de seguridad terrestre ejemplar que lleva a cabo sus misiones con profesionalismo e impersonalidad. Actualmente tiene la misión de capturar al desertor Corsair Lockwood.

#### Sarkis Mahn
- Raza: Leonid
- Edad: 34 años

Sarkis Mahn (también llamado Roktis Vrohn) es un miembro guerrero de las Leónidas, una raza felina. Luchó en muchas batallas y salió victorioso. Su actitud sensata le ha ganado una reputación como un guerrero hábil, y ahora gana algo de dinero extra luchando en arenas planetarias como gladiador.

#### Feknor
- Raza: Grey
- Edad: 800 años

Feknor es un médico miembro de la especie alienígena llamada "Grey", una especie que ha viajado por los planetas durante siglos, incluida la Tierra. También es un traficante de órganos y se aprovecha de otras especies para asegurar su riqueza y bienestar.

#### Noid Trillyx
- Raza: Bobolan
- Edad: 89 años

Noid Trillyx (también llamado Void Ryllyx) es un proxeneta con prostitutas en varios planetas. Siempre se jacta de sus aventuras obscenas y siempre está borracho y babeando mucho. Sus ojos están colocados en las puntas de dos antenas carnosas que se mueven de forma extraña cuando los bobolan están intoxicados.

#### Xanthunador
- Raza: Cyborg forajido
- Edad: Desconocida

Xanthunator pertenece a un grupo llamado "Outlaws", que ocupa una gran superficie en el espacio y ataca a las naves espaciales y cruceros que viajan en él. El grupo "Outlaws" se compone de varias especies y no tiene un planeta de origen. Matan sin piedad y la mayoría de las veces no hacen prisioneros.

#### Botom Krant
- Raza: Niveliano
- Edad: 56 años

Botom Krant es el comandante de una estación espacial niveliana. Los nivelianos formaron una alianza con los terran por razones comerciales y para proteger las fronteras de su sistema. Krant siempre ha sido un socio leal de los terran y de cualquiera asociado con ellos.

## Lugares
El juego está ambientado en una galaxia ficticia que está dividida en cuatro cuadrantes. Cada cuadrante tiene un cierto número de Sistema planetario deshabitados y estaciones espaciales, para un total de aproximadamente 500 ubicaciones.
Los cuatro cuadrantes son:
- Terdan: habitado principalmente por Terrans;
- Baltone: habitado principalmente por forajidos galácticos;
- Vilessk: habitada principalmente por Vossks;
- Solecci: habitada por un gran número de todas las razas y especies.

## Desarrollo
Galaxy on Fire fue desarrollado y publicado por Fishlabs. Es un videojuego móvil que luego fue portado al iPhone y a la consola Zeebo.
La versión 1.1.1 se lanzó en mayo de 2009 para iPhone. La actualización mejoró los controles táctiles y la calibración, le permite ajustar el nivel de dificultad, redujo los tiempos de carga y resolvió algunos problemas gráficos. Además, se ha aumentado la probabilidad de realizar retiros.
El juego también obtuvo una versión Lite gratuita para iPhone, es decir, con menos funciones que su versión original. El juego en su versión Lite sólo cuenta con el modo "Supervivencia" completo.

## Recepción
Galaxy on Fire recibió varias críticas. Como lado positivo se destacó el hecho de que tiene una galaxia enorme por explorar, un buen sistema de comercio, buenos efectos de sonido y buenos gráficos.> El juego fue criticado negativamente por tener falta de estabilidad (se bloqueó, lo que obligó al jugador a reiniciar el sistema) y algunas caídas en la velocidad de fotogramas (ralentizacións), puntería inexacta (como lo harían los láseres ser "lento"), por tener canciones y misiones que se vuelven repetitivas con el tiempo y por su alta dificultad. Debido a algunos de estos detalles negativos, el juego recibió una actualización en iOS que permite al jugador seleccionar el nivel de dificultad del juego y se corrigió el objetivo.